# Спецслужбы Республики Корея
Спецслужбы Республики Корея включают в себя следующие организации.
Совет национальной безопасности — National Security Council (NSC)
Министерство национальной безопасности — Ministry of National Defense
- Части гражданской обороны
- Береговая охрана
- Команда обороны и безопасности — The Defense Security Command (DSC)
- Силы защиты Родины (Региональные боевые части)
- Национальное агентство полиции
- Корейские национальные силы полиции — Korean National Police Force (KNP)
- Морская полиция

Министерство внутренних дел — Ministry of the Interior
- Национальное агентство разведки — National Intelligence Service (NIS)

## Национальное агентство разведки — National Intelligence Service (NIS)
Крупнейшая спецслужба Республики Корея, выполняющая как разведывательные, так и контрразведывательные функции.
Основная задача — борьба с северокорейской агентурой и подавление политических оппонентов действующего правительства (в 1994 году правительство подписало с оппозицией в Национальной Ассамблее пакт о политическом нейтралитете КЦРУ). В 1981 корейское Центральное разведывательное управление было переименовано в Агентство по планированию национальной безопасности, в 1999 — в Национальное агентство разведки.
Директор — Вон Се Хун.

## Команда обороны и безопасности — The Defense Security Command (DSC)
Формально создана в октябре 1977 в результате слияния: ASC, подразделений морской безопасности и Центра специальных расследований Военно-воздушных сил.
Подчиняется министру национальной безопасности.

## Корейская национальная полиция — Korean National Police (KNP)
Организована Военным американским правительством в 1945 году. Формально начала действовать с 1948 года. Подчинена министру внутренних дел. Выполняет как полицейские, так и контрразведывательные функции.